# Tramvajová doprava v Brně
Tramvajová doprava v Brně je tramvajový systém v Brně provozovaný Dopravním podnikem města Brna (DPMB). Je součástí brněnské městské hromadné dopravy a Integrovaného dopravního systému Jihomoravského kraje. Jedná se o nejstarší tramvajovou síť v Česku, jejíž historie sahá do roku 1869, a svým rozsahem po pražské také druhou největší v republice. Celková provozní délka tramvajových tratí, z nichž jedna vede i do sousedního města Modřice, v roce 2018 dosahovala 70,2 km, rozchod kolejí činí 1435 mm, napájecí napětí je 600 V a zázemí tvoří dvě vozovny. K 31. prosinci 2024 provozoval DPMB celkem 294 tramvají určených pro pravidelnou osobní dopravu (navíc jedenáct historických vozidel), které během roku 2024 najely celkem 14,2 milionu vozokilometrů a přepravily 202,3 milionu cestujících. V roce 2025 bylo v provozu celkem jedenáct pravidelných denních linek, které měly délku 126,5 km, a jedna linka nostalgická.
V brněnském hantecu se pro tramvaj používá slovo „šalina“ nebo „šmirgl“. Výraz „šalina“ vznikl pravděpodobně zkomolením z původního německého označení tramvajových linek „Elektrische Linie“. Podle lingvisty Rudolfa Šrámka však tento výraz pochází z německého slovesa „schallen“ (zvučet, houkat) kvůli tramvajovému zvonění.

## Historie

### Koněspřežná tramvaj (1869–1880)

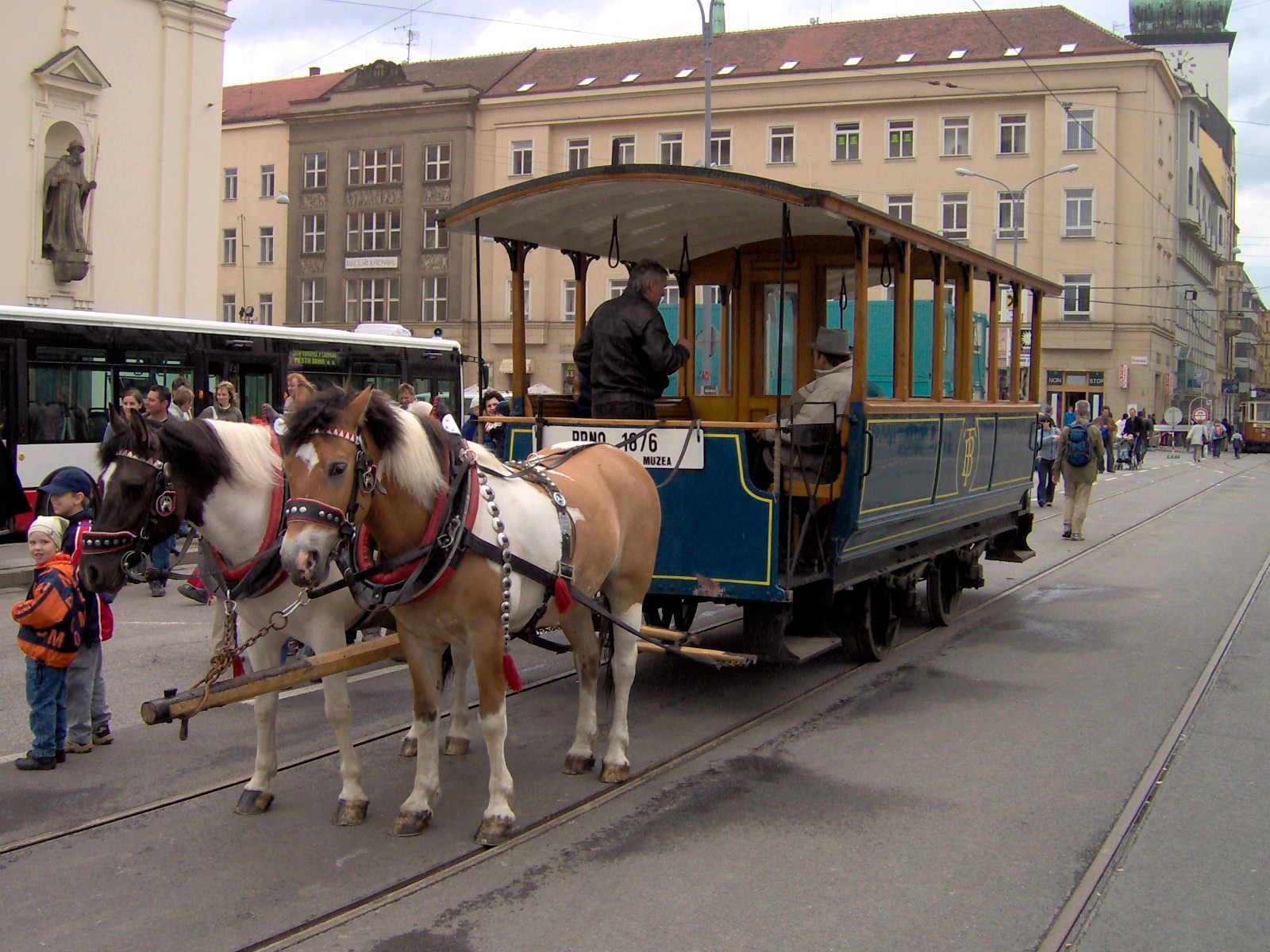
Historický vůz koňky při oslavách na Moravském náměstí v roce 2006

Dne 17. srpna 1869 byla v Brně jako v pátém městě tehdejšího Rakousko-Uherska a prvním v českých zemích zprovozněna linka koněspřežné tramvaje. První trať vedla z dnešního Moravského náměstí k hostinci Semilasso, který se tehdy nacházel v samostatné obci Královo Pole, severně od centra města. Provozovatelem byla společnost Brünner Tramway Gesellschaft für Personen- und Frachtenverkehr (Brněnská tramvajová společnost pro osobní a nákladní dopravu). Po zahájení provozu bylo k dispozici 6 vozů, postupně společnost nakoupila celkem 53 osobních a 10 nákladních vozů.
Kolejová síť byla postupně rozšiřována (tratě po dnešní Husově ulici na Šilingrovo náměstí, prodloužení z Moravského náměstí přes hlavní nádraží a Mendlovo náměstí do Pisárek, trať po ulici Cejl a nákladní odbočka na Rosické nádraží) a v roce 1870 dosáhla délky 14,15 km. Byly vybudovány tři vozovny, a to na konečných v Pisárkách a Králově Poli a poblíž středu města v dnešní Marešově ulici. V počátcích provozu měli lidé o přepravu zájem (zejména v letním období), který ale brzy opadl. Jízdné bylo navíc poměrně vysoké. Pro nerentabilitu byl provoz na podzim 1874 ukončen.
Ředitel pražské tramvajové společnosti Bernhard Kollmann projevil zájem o podnikání v Brně. Dohodl se s radními, odmítl převzít vozový park svých předchůdců („pro zchátralost“) a pod hlavičkou nově založené společnosti Brünner Tramway-Unternehmung (Brněnská správa tramwayská) 4. června 1876 opětovně zahájil s nově dodanými vozy provoz koňky. Nejdříve z hlavního nádraží do Pisárek, o něco později z hlavního nádraží do Králova Pole k Semilassu, tedy ve stejné trase, kudy vedla jedna z tratí I. období koňky. Tramvaj byla v provozu pouze v letním období a celkem bylo k dispozici 13 otevřených (tzv. letních) vozů. V roce 1879 se v Brně uskutečnila zkušební jízda parní tramvajové lokomotivy, bylo však zjištěno, že kolejový svršek je zcela nevyhovující pro tento těžký stroj. Provoz koňky byl pro nerentabilitu ukončen 3. října 1880.

### Parní tramvaj (1884–1900)

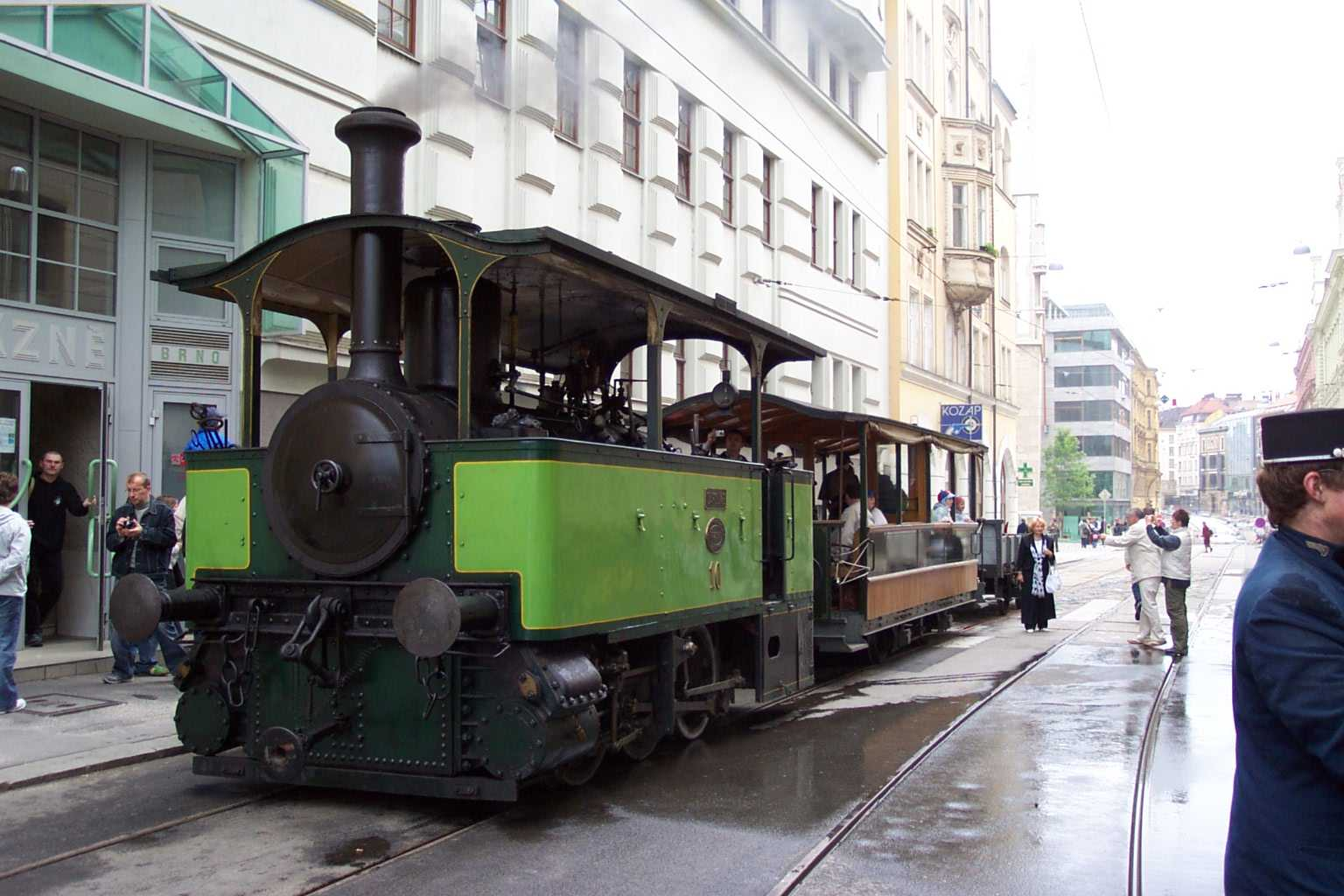
Souprava parní tramvaje v čele s lokomotivou Caroline v centru města (2006)

Již v roce 1881 město hledalo dalšího provozovatele tramvajové dopravy. K nejvážnějším uchazečům patřil Wilhelm von Lindheim, zastánce parní trakce a stavitel městských drah po celé rakouské monarchii. Jednání pokračovala ale zvolna. Až v roce 1884 se zástupci města s Lindheimem dohodli. Rakouský podnikatel začal ihned budovat trať a 31. května 1884 mohl být zahájen provoz na lince Královo Pole – Hlavní nádraží – Pisárky (kde se nacházelo depo). Ještě téhož roku byla zahájena doprava na odbočce z dnešní Václavské ulice k Ústřednímu hřbitovu, nacházejícímu se poměrně daleko na jih od města. Dva roky nesla společnost provozující tramvaje název Brünner Dampf-Tramway (Brněnská parní tramvaj), v roce 1886 byl název změněn na Brünner Local Eisenbahn Gesellschaft (Brněnská společnost místních drah, zkratka BLEG).
Parní tramvaj již problémy s rentabilitou neměla. Důvodem bylo množství nákladních vleček vedoucích z tratí do továren, které sídlily poblíž. V provozu se postupně objevilo 15 tramvajových lokomotiv a 31 vlečných vozů (z toho osm převzatých z II. období koňky).
Roku 1898 prodala BLEG tramvajový provoz Rakouské elektrárenské společnosti Union ve Vídni (Oesterreichische Union Elektrizitäts – Gesellschaft in Wien, OeUEG), která po uzavření smlouvy s městem začala elektrifikovat celou kolejovou síť (tzn. tratě Královo Pole – Pisárky a Václavská – Ústřední hřbitov). Osobní provoz parní tramvaje byl ukončen 21. června 1900. Ani poté však parní lokomotivy nezmizely z brněnských ulic. Některé z nich byly nadále používány v nákladní dopravě, neboť vlečky zpočátku nebyly elektrifikované. Nejdéle zůstala v provozu lokomotiva Caroline (do roku 1914). Od následujícího roku byla opět v provozu (tentokrát však už v majetku Vojenského stavebního dozoru). Po vyhlášení republiky přešla do majetku brněnské Zbrojovky, která ji v roce 1926 převedla na svoji železniční vlečku.

### Elektrické tramvaje za Rakouska-Uherska (1900–1918)

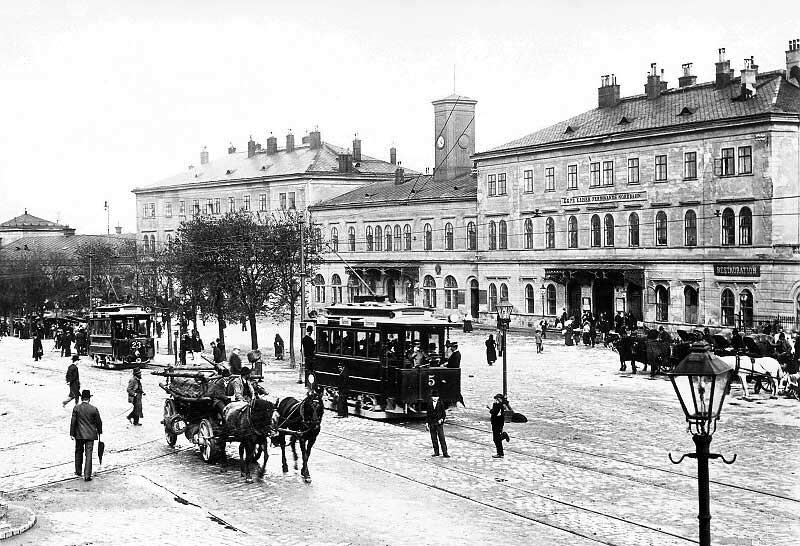
Tramvajový provoz před hlavním brněnským nádražím v letech 1901 nebo 1902

Díky fungujícímu systému parní tramvaje byla elektrická trakce zavedena v Brně o několik let později, než tomu bylo v jiných městech (první pokusná elektrická tramvaj vyjela v Praze v roce 1891, klasické městské tramvaje se poprvé objevily v Teplicích v roce 1895). Elektrický provoz byl v Brně zahájen v osobní dopravě 21. června 1900 na dvou elektrifikovaných tratích původní parní tramvaje. V září toho roku vznikla akciová společnost Gesellschaft der Brünner Elektrischen Strassenbahnen (Společnost brněnských elektrických pouličních drah, GBES), jejímiž majiteli bylo město Brno, vídeňská OeUEG a AEG Berlín a která se stala provozovatelem brněnských tramvají. Pro elektrickou tramvaj bylo přestavěno depo v Pisárkách, nově byla vystavěna vozovna v Králově Poli.
V prvních šesti letech provozu došlo k výstavbě základní kostry dnešní tramvajové sítě. Jako první byla ještě v roce 1900 zprovozněna trať z dnešního náměstí Svobody ulicemi Kobližnou a Cejl do Zábrdovic k mostu přes Svitavu. V letech 1901 a 1902 byl zahájen provoz na tratích po Křenové ulici, do Komárova, po ulici Veveří a po Údolní ulici do spodní části dnešní Masarykovy čtvrti. V roce následujícím se jednalo o trať z dnešního Moravského náměstí do ulice Drobného (tehdy konečná zastávka Sadová) a úsek Mendlovo náměstí – Šilingrovo náměstí, který byl roku 1906 prodloužen až do centra města na dnešní náměstí Svobody. Na konci roku 1906 v Brně jezdilo pět linek tramvají, které byly označeny barevnými svítilnami. K označení čísly došlo až v roce 1913.
V letech následujících došlo především k rekonstrukcím tratí a k jejich zdvojkolejňování, v roce 1910 byla otevřena první tramvajová smyčka v Brně, na konečné v Pisárkách. Během první světové války se tramvaje podílely na transportu raněných vojáků z vlakového nádraží do lazaretů umístěných různě po městě. Díky tomu došlo v roce 1915 i k dílčímu prodloužení trati na ulici Veveří pro osobní dopravu. Provoz ale během války trpěl, pracovníci byli většinou odvedeni na frontu a jejich místo museli zaujmout ženy, mladiství a vysloužilí zaměstnanci. Panoval nedostatek materiálu i náhradních dílů a i přes nárůst počtu cestujících byla velká část tramvají odstavena jako neprovozuschopná. Na konci války již byl provoz zcela nepravidelný.
Pro zahájení provozu elektrických tramvají bylo v roce 1900 dodáno 41 motorových a 12 vlečných vozů z vagonky ve Štýrském Hradci. Dalších 29 vleků bylo po úpravách převzato z provozu parní tramvaje. V průběhu let GBES zakoupila další motorové vozy: sedm v letech 1903 a 1904 od strojírny Lederer a Porges (dnes Královopolská), šest v roce 1911 (vyrobeny ve Štýrském Hradci) a tři v roce 1915 (výrobek vagónky ve Studénce). V parku vlečných vozů došlo k jedinému rozšíření v roce 1915, kdy bylo zakoupeno 12 ojetých vleků původně vyrobených pro koněspřežnou tramvaj ve Vídni v roce 1882.
V nákladním provozu byly zpočátku využívány čtyři parní tramvajové lokomotivy. V roce 1908 došlo k elektrifikaci většiny vleček, proto byly zakoupeny dvě elektrické lokomotivy. Třetí byla dodána roku 1909 a čtvrtá v roce 1917. Poslední parní lokomotiva byla odstavena v roce 1914 po zatrolejování poslední vlečky.

### Doba rozkvětu brněnských tramvají

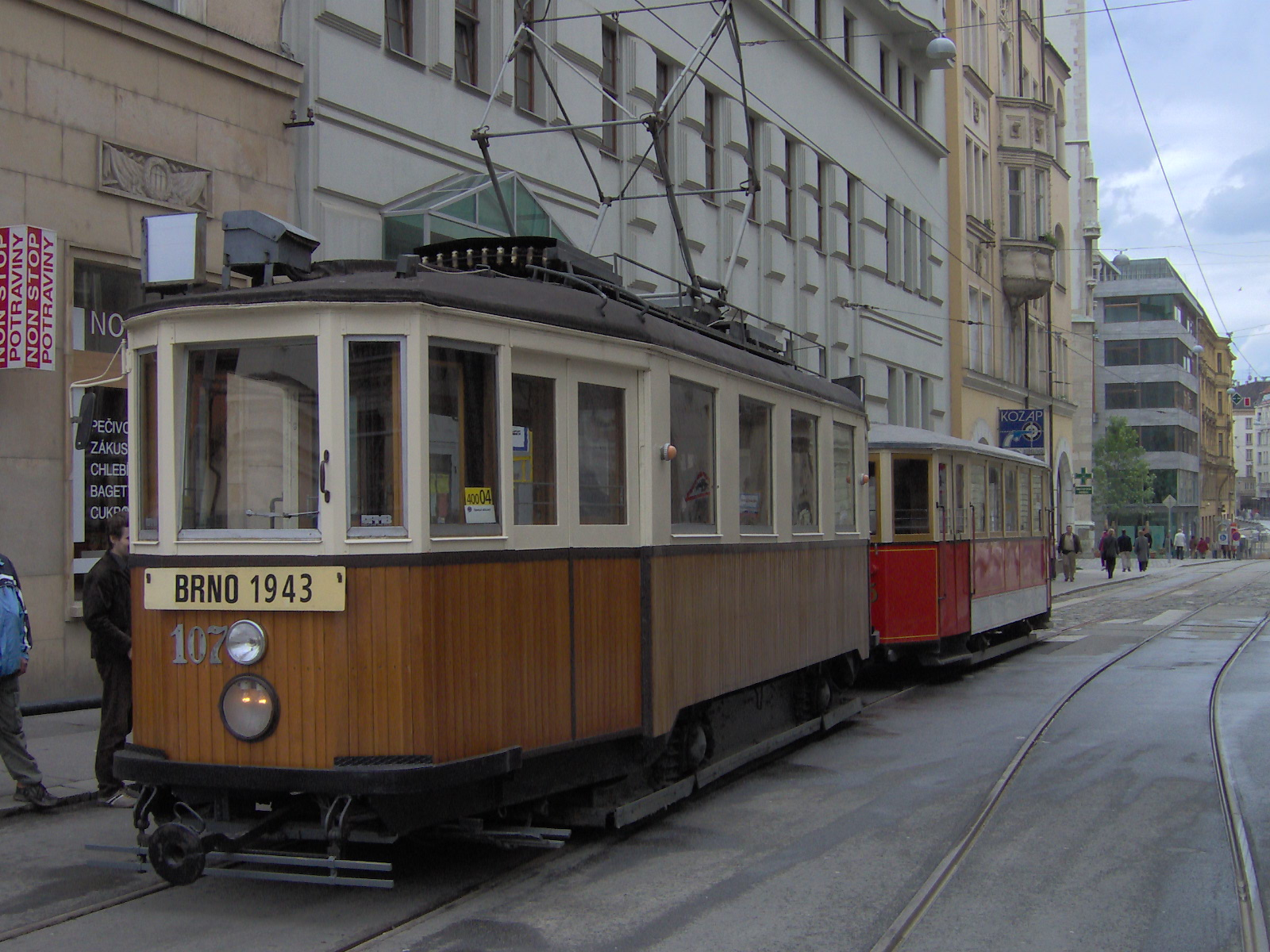
Souprava historické tramvaje ze série 104–108 při oslavách

Po vzniku ČSR se stala provozovatelem sítě Společnost brněnských pouličních drah. Jejím hlavním úkolem bylo zlepšit stav sítě celkové délky 23 km, která postupně chátrala. V nových poměrech začal její opětovný rozvoj. Od roku 1924 se stavěla jedna trať za druhou; tramvaj začala jezdit mj. do Žabovřesk, Židenic, Obřan, Řečkovic a do dalších nově připojených obcí. Proto byla vystavěna nová vozovna v Husovicích. Koncem 30. let se nové tratě téměř nestavěly (jsou i výjimky – např. prodloužení v Žabovřeskách), ale zdvojkolejňovaly se ty stávající (1938 v provozu 8 linek). Další rozvoj sítě nastal za druhé světové války; vznikly tratě jako např. pod Petrovem po Husově ulici nebo do Černých Polí. V roce 1942 byla převzata místní dráha Černovice – Líšeň (klasická železnice), během roku a půl byla elektrifikována a přestavěna na trať tramvajovou.

### Poválečné období (do roku 1989)
Po osvobození Československa se provoz na tramvajové síti (délky 74,6 km) obnovoval několik měsíců. Musela být opět zprovozněna vyhořelá vozovna v Pisárkách, opraveny vozy i trolejové vedení (poškozeno bylo 60 % sítě). Také byla použita parní tramvajová lokomotiva Caroline (na odklízení trosek i na nouzový osobní provoz). Roku 1947 byla postavena první poválečná trať do Komína. Stará a nevyhovující vozovna Královo Pole byla přestavěna na měnírnu (1953–1954). V téže době se začala stavět nová moderní vozovna Medlánky. V roce 1964 byla zrušena trať ze Stránské skály do Líšně (původně místní železnice). O dva roky později byl otevřen nový most, na který byla převedena trať z Mendlova náměstí k výstavišti. Dne 31. března 1967 byl ukončen provoz nákladní dopravy, kterou od roku 1909 zajišťovaly (do 1914 ještě střídavě s parními) čtyři postupně zakoupené elektrické tramvajové lokomotivy.
Na začátku 50. let byly dodány poslední dvounápravové vozy (dle elektrické výzbroje označovány 4MT) z Královopolské strojírny. V roce 1958 byl vozový park doplněn prvními čtyřnápravovými tramvajemi řady T z ČKD (Tatra T2, později Tatra T3; tramvaje T1 v Brně nikdy nejezdily). Od roku 1967 byly ještě doplňovány článkovými vozy Tatra K2. V roce 1968 již bylo v provozu 17 stálých linek o celkové délce 157,7 km.

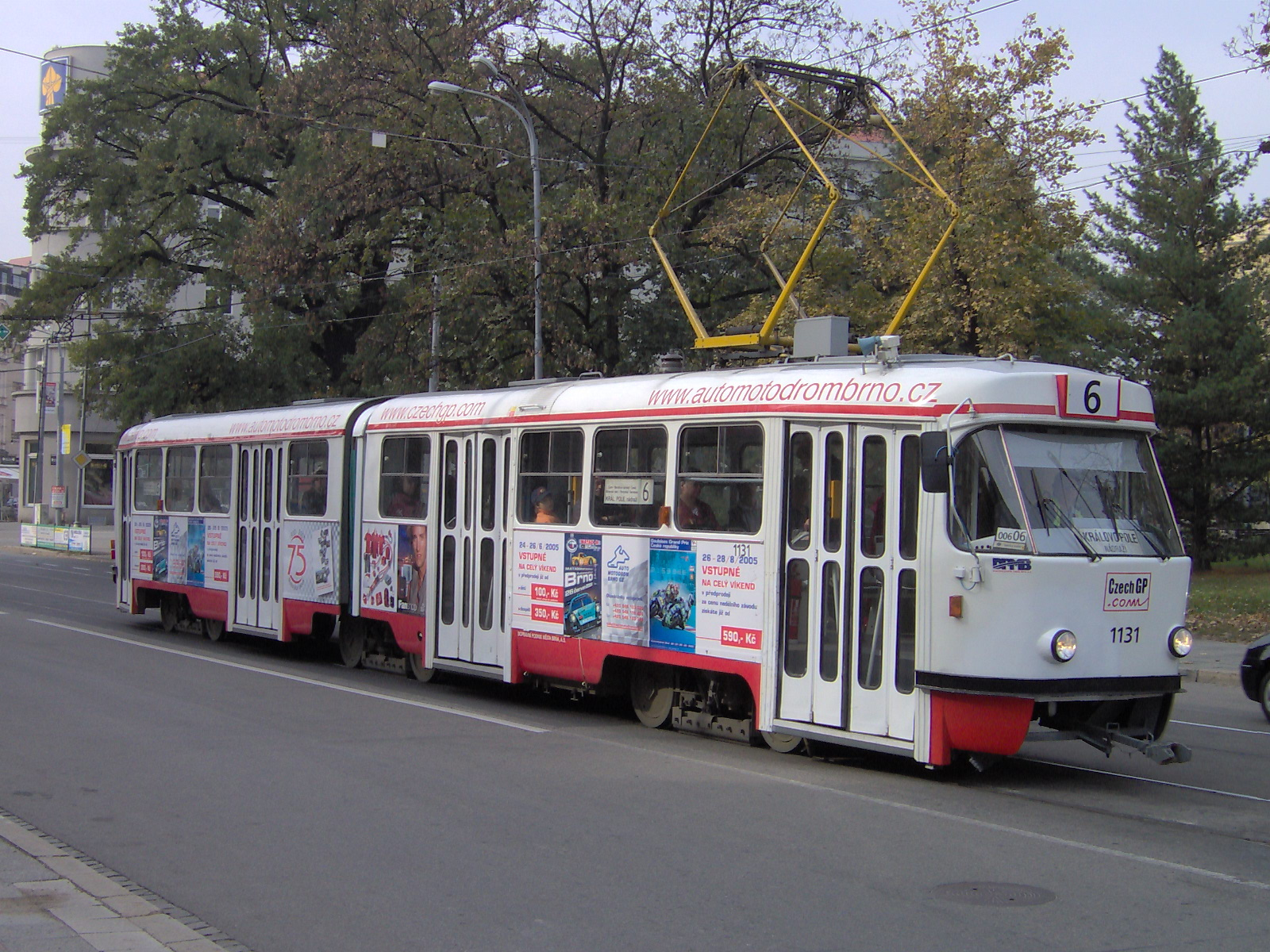
Tramvaj typu K2YU na Moravském náměstí

Od konce 60. let se stavěly moderní tratě rychlodrážního charakteru na některá nová brněnská sídliště (první rychlodráha, přestavěný úsek Komín – Bystrc, byl uveden do provozu v roce 1969). V roce 1971 ukončila tramvajový provoz vozovna Husovice, která byla přenechána trolejbusům. Od roku 1977 tramvaje jezdí i po meziměstské trati do Modřic. Naopak v polovině 80. let byla zrušena trať skrz Židenice a zkrácena do smyčky Stará osada. Koncem 80. a v 90. letech byla postupně prodlužována nová trať do Líšně s podzemní zastávkou Jírova.
Ve snaze o odlehčení přetížených tratí v centru (v ulicích Pekařská a Husova; relace Mendlovo náměstí – Česká) byla koncem 70. let zvažována možnost vybudovat pod vrchem Špilberk tramvajový tunel mezi dolní částí ulice Pekařská a křižovatkou ulic Joštova a Marešova. Tunel měl být dlouhý 650 m a vybudován v profilu 10×10 m. V roce 1978 byla zahájena ražba průzkumné levé patní štoly z ulice Pekařská, po vyražení necelých 510 m však byly práce v roce 1979 zastaveny, pravděpodobně z důvodu statických poruch objektů na Pellicově a Sladové ulici. Dnes je v Pekařské ulici č. 90 patrná proluka mezi domy a vchod do štoly zarůstající vegetací.
V roce 1974 byl ukončen provoz starých dvounápravových tramvají, od té doby jezdí už pouze vozy koncepce PCC. V roce 1978 se začaly spřahovat do jízdních souprav tramvaje typu T3. Problém nastal s vozy T2, jejichž elektrická výzbroj nebyla kompatibilní s vozy T3. Tyto tramvaje se nikdy v Brně do souprav nespojovaly. Byly však v rámci generálních oprav rekonstruovány na typ T2R, který se již dal běžně spojovat do souprav, a to jak dvou vozů T2R, tak i v kombinaci T2R + T3. Brněnskou specialitou byly i případy, kdy havarovaná T2 obdržela při opravě přední nebo zadní čelo používané u typu T3, což způsobilo, že na první pohled vypadala jako novější typ T3. I takto opravovaná vozidla jezdila v soupravách. První vozidla nového typu, tříčlánkové tramvaje Tatra KT8D5, byla dodána do Brna v roce 1986 (šlo o dvě tramvaje ověřovací série), další byly zakoupeny až v roce 1990.

### Brněnské tramvaje v nových podmínkách

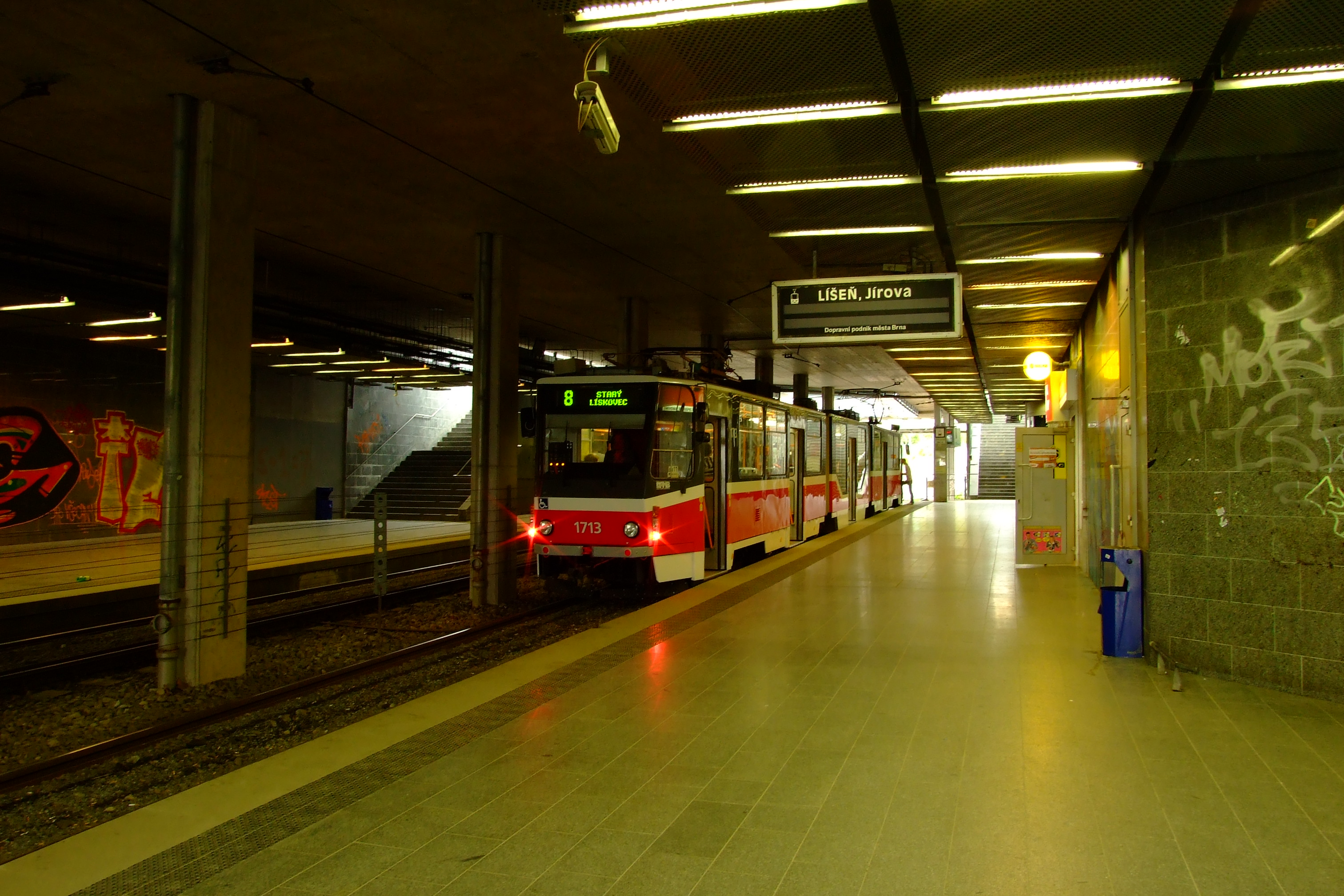
Podzemní tramvajová stanice Jírova v Brně-Líšni

V roce 1994 byla uvedena do provozu trať po bývalé „výpadovce“ – Renneské třídě – ke krematoriu, která zjednodušila dopravu ze sídlišť Starý Lískovec a Bohunice do středu Brna. Se zavedením přestupného tarifu 1. ledna 1995 v září téhož roku došlo k reorganizaci celé městské dopravy, během níž byl počet tramvajových linek snížen z 22 na 13. V roce 1998 byla líšeňská trať prodloužena o jednu zastávku do podzemní úvraťové konečné Jírova. Od roku 1999 přestaly jezdit tramvaje přes náměstí Svobody v centru města. Další změna v tramvajové síti nastala na konci roku 2004, kdy tramvaje začaly jezdit z líšeňské konečné stanice Jírova o jednu zastávku dál na taktéž úvraťovou konečnou Mifkova. Od 1. listopadu 2006 byl přes náměstí Svobody opětovně zahájen provoz pravidelné tramvajové linky. V květnu 2008 byl zprovozněn nový tramvajový úsek, kdy byla prodloužena trať v Králově Poli od Technického muzea (dosavadní smyčka byla zrušena již na podzim 2007 v důsledku úprav mimoúrovňové křižovatky) o jednu zastávku do nové smyčky Technologický park, které bylo zprovozněno v květnu 2008. Důležitá je také spojka z této nové smyčky do vozovny Medlánky, která tak již není při spojení s centrem města odkázaná pouze na jedinou trať po ulicích Palackého, Štefánikově a Lidické.

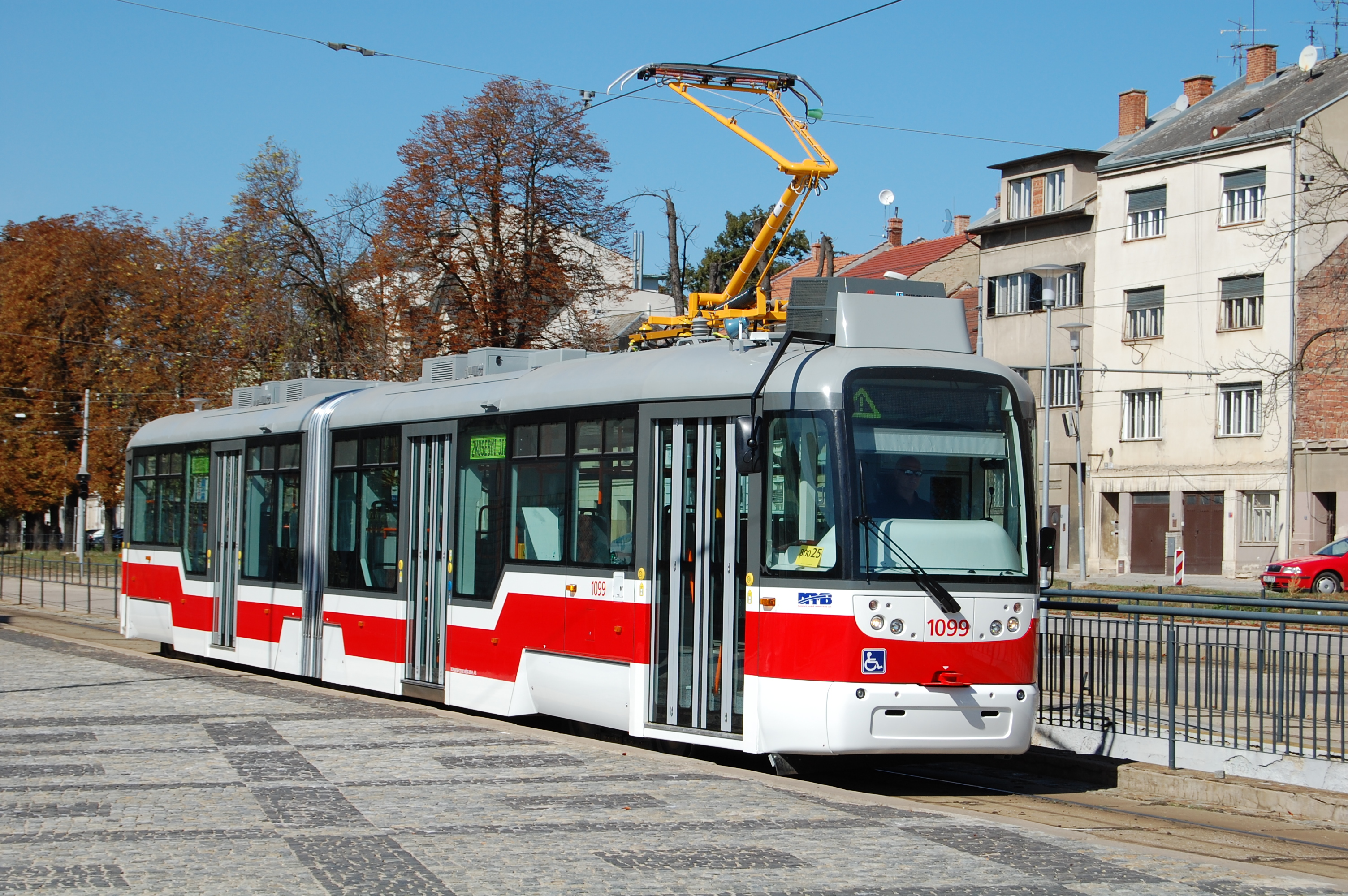
Brněnské VarioLF2 ve zkušebním provozu u výstaviště

Dne 11. března 2018 byl v souvislosti s přestavbou ulic Dornych a Plotní zastaven provoz na tramvajové trati ulicí Dornych od smyčky Zvonařka směrem do Komárova. Provoz na Dornychu již nebyl obnoven, nová trať byla následně postavena v souběžné ulici Plotní. S postupem prací ve zmíněných ulicích byl 29. června 2018 ukončen tramvajový provoz i na zbývajícím úseku Dornychu mezi zastávkou Úzká a smyčkou Zvonařka, která následně zanikla. V říjnu 2019 byla zahájena stavba trati Osová – Nemocnice Bohunice, v lednu 2021 došlo k započetí stavebních prací na přeložce v Žabovřeské ulici, včetně nového tramvajového tunelu pod Wilsonovým lesem. Dne 1. července 2021 byl zahájen provoz na trati v ulici Plotní, čímž byl obnoven tramvajový provoz od hlavního nádraží do Komárova. Nová trať Osová – Nemocnice Bohunice, vedená převážně hloubeným tunelem a zakončená úvraťově, byla zprovozněna 11. prosince 2022. Dne 1. května 2023 byla uvedena do provozu přeložka rychlodrážní tratě v Žabovřeské ulici. Tento úsek byl kvůli stavbě Velkého městského okruhu přeložen do raženého tunelu pod Wilsonovým lesem.

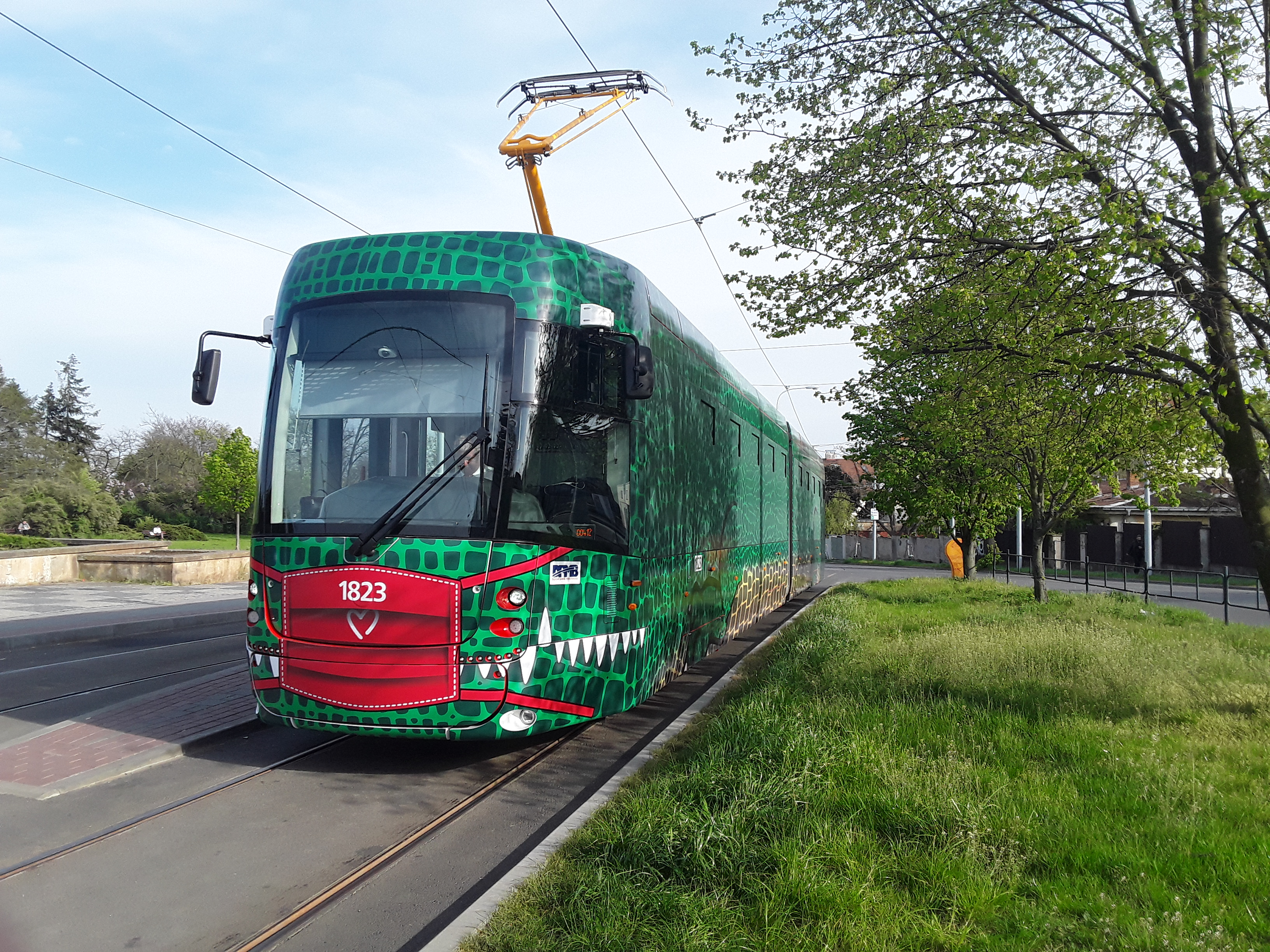
Tramvaj EVO2 v Brně první den v provozu

Od roku 1992 se brněnské tramvaje T3 kvůli prodloužení životnosti postupně modernizují (vozy Tatra K2 od 1996). Od roku 1996 jsou též nakupovány nové vozy – Tatra T6A5, Tatra T3R, Tatra RT6N1, Tatra KT8D5N, Tatra T3RF). 19. prosince 1998 dojezdily v Brně poslední dva vozy typu T2. V roce 2002 byl uveden do provozu první vůz Tatra T3R.EV. Později k němu přibyly tramvaje nejen stejného typu, ale i Tatra T3R.PV. Od roku 2003 jsou v provozu první vozy Škoda 03T známější pod názvem Anitra. Roku 2004 byla zařazena první tramvaj K3R-N, rok poté přibyla další a poslední dvě byly zařazeny roku 2006. Tyto vozy vychází z typu K2, firma Pars nova například dosadila nový střední nízkopodlažní článek a čela s novým designem. První dvě tramvaje vznikly přímo modernizací starších vozů a druhé dva jsou novostavby. První vlečný vůz VV60LF se zkoušel od roku 2004, do pravidelného provozu byl zařazen o rok později. Zbylé tři vozy byly dodány v letech 2005 a 2006. Jeden vlečný vůz byl spřahován do unikátní soupravy T3R.EV+VV60LF+T3R.EV (tzv. trojče), která musela kvůli své délce přesahující 40 m získat speciální povolení od Drážního úřadu. Byla to nejkapacitnější tramvajová souprava ve městě. Na konci roku 2006 vyjela poprvé s cestujícími nová tramvaj VarioLF. O necelý rok později (v září 2007) byla do Brna dodána první z dvaceti objednaných částečně nízkopodlažních tramvají Škoda 13T, jejichž dodávky probíhaly do roku 2009 (devatenáct kusů). Od května 2008 byly všechny čtyři vlečné vozy spojeny do „trojčat“ ve složení VarioLF+VV60LF+T3R.EV. V srpnu 2008 byla dodána první tramvaj dalšího typu – kloubové, částečně nízkopodlažní VarioLF2, od roku 2009 bývají tyto vozy řazeny do souprav 2× VarioLF2 a od roku 2013 byly tyto soupravy nahrazeny soupravami VarioLF2 + VarioLF. Od července do listopadu 2008 probíhaly zkušební jízdy s cestujícími u jednoho z dlouhodobě odstavených nízkopodlažních vozů RT6N1. Úspěšné zkoušky vyústily v rozhodnutí o schválení typu drážního vozidla Drážním úřadem v prosinci téhož roku. Tramvaje RT6N1 byly však velmi poruchové a tak byly zprovozněny pouze tři vozy ze čtyř. Čtvrtý vůz, od roku 1999 odstavený, sloužil jako zdroj náhradních dílů a roku 2015 byl prodán do Poznaně. Zbylé tři vozy byly zvláště pro poruchovost brzd od roku 2014 postupně odstavovány a roku 2016 dojezdila poslední. Podobný osud potkal také vlečné vozy VV60LF, které byly rovněž pro poruchovost brzd postupně od roku 2014 odstavovány a v roce 2016 dojezdily poslední dva. Tramvaje K3R-N taktéž nebyly zcela bezproblémové – pro závadu kloubních čepů byly roku 2012 odstaveny dva vozy, zbylé dva jezdily do roku 2016. Po tříleté přestávce byl roku 2019 jeden z vozů K3R-N znovu zprovozněn. V letech 2010 a 2011 bylo dodáno dalších deset kusů tramvají 13T již s částečnými modifikacemi (především změna interiéru). V červnu 2016 dojezdila v provozu s cestujícími poslední tramvaj typu T3M. Tři vozy tohoto typu však zůstávají ve služebním stavu. V srpnu 2016 byla dodána první tramvaj 13T z dvacetikusové dodávky. Tato série se opět vyznačuje několika změnami oproti dříve dodaným tramvajím. V dubnu 2018 byly z provozu odstaveny jediné dva vozy T3T.

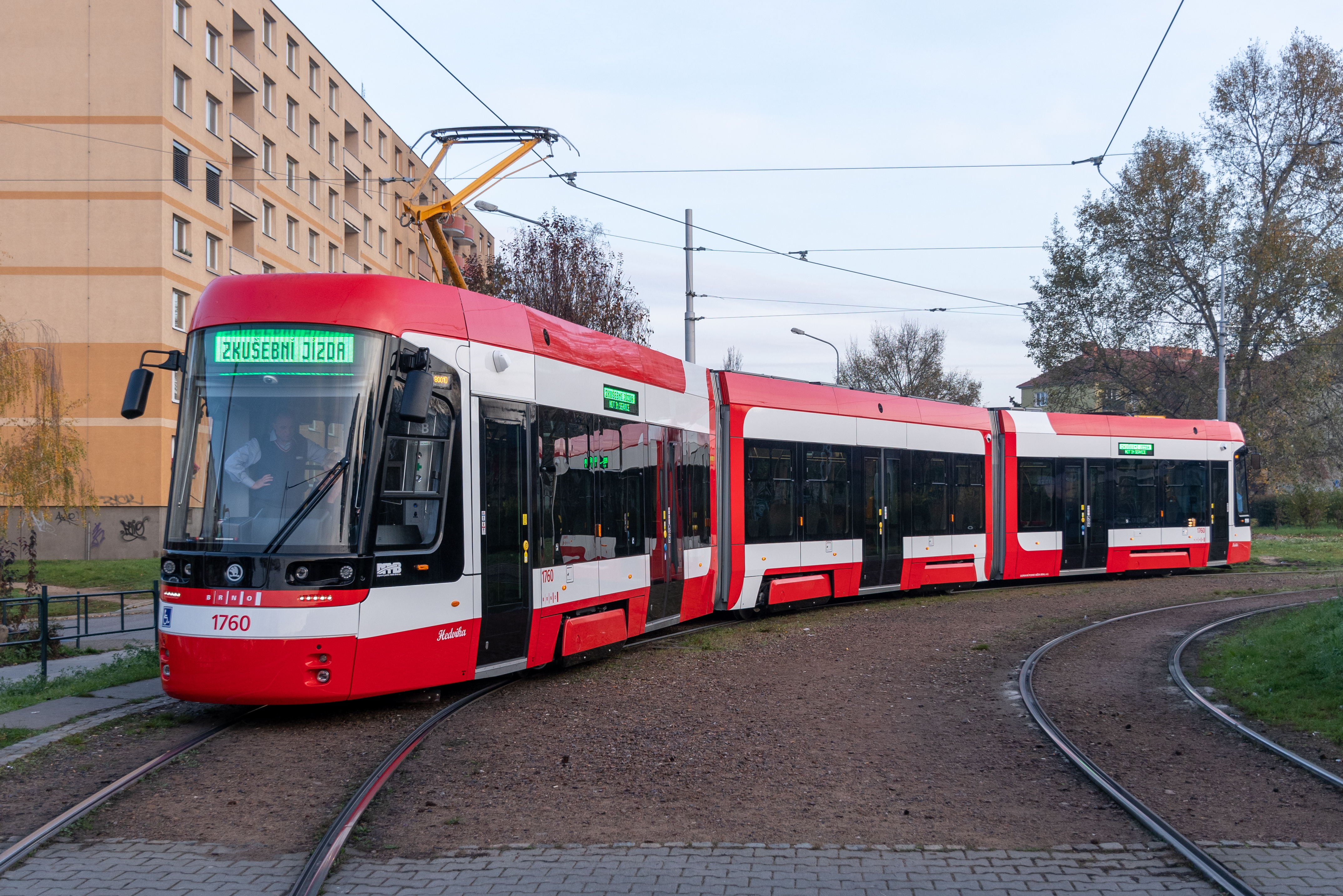
Škoda 45T ve smyčce Stará osada

V září 2018 byla uzavřena soutěž na pořízení až 41 nových nízkopodlažních středněkapacitních tramvají, které si chtěl DPMB kompletovat sám ve svých ústředních dílnách. Výběrové řízení vyhrál typ EVO2. První z tramvají, zvaných Drak (název vybírala veřejnost v anketě), byla do provozu s cestujícími vypravena 24. dubna 2020. V květnu 2019 bylo odkoupeno 10 tramvají T6A5 z Prahy, z nichž bylo 8 zařazeno do provozu, jeden vůz byl určen pro služební účely a jeden vůz byl rozebrán na náhradní díly. V září 2020 bylo zakoupeno dalších 20 pražských tramvají T6A5, které mají nahradit dosluhující vozy T3G. V říjnu 2021 byl z provozu odstaven poslední vůz Tatra K2R.03, v únoru 2022 dojezdila poslední tramvaj Tatra K2R a v říjnu 2022 svůj provoz ukončily vozy Tatra K2T. V únoru 2021 podepsal DPMB se Škodou Transportation smlouvu na dodání pěti vozů Škoda 45T s opcí na dalších 35 kusů (platnou do roku 2026). Obousměrné tramvaje jsou primárně určeny pro linku 8, která má od roku 2022 obě konečné zastávky úvraťové (Mifkova, Nemocnice Bohunice). První vůz byl do provozu zařazen v prosinci 2022.

### Budoucnost
Již dlouhou dobu se uvažuje o tzv. brněnském kolejovém diametru, tedy stavbě podzemní dráhy v severojižním směru. Tento projekt je však velmi náročný a proto bude jeho realizace trvat řadu let, ne-li desetiletí, jako tomu bylo u pražského metra. Dále jsou plánovány prodloužení stávajících tratí (prodloužení trati v Bystrci na sídliště Kamechy, obnova tramvajové trati ze Stránské skály do staré Líšně, prodloužení trati do Bosonoh, Přízřenic, prodloužení ze Štefánikovy čtvrti na Lesnou). Samostatnou kapitolou je zorganizování tramvajové dopravy po přesunu vlakového hlavního nádraží, o jehož odsunuté poloze rozhodli zastupitelé města a kraje v roce 2018.

## Linkové vedení
| Č.                                                                         | Trasa (trvalý bezvýlukový stav)                  | Délka (v km) |
| -------------------------------------------------------------------------- | ------------------------------------------------ | ------------ |
| 1                                                                          | Řečkovice – Bystrc, Ečerova                      | 19,21        |
| 2                                                                          | Židenice, Stará osada – Modřice, smyčka          | 11,65        |
| 3                                                                          | Židenice, Stará osada – Bystrc, Rakovecká        | 11,52        |
| 4                                                                          | Masarykova čtvrť, Náměstí Míru – Obřany, Babická | 9,18         |
| 5                                                                          | Štefánikova čtvrť – Ústřední hřbitov, smyčka     | 7,61         |
| 6                                                                          | Královo Pole, nádraží – Starý Lískovec, smyčka   | 10,96        |
| 7                                                                          | Lesná, Čertova rokle – Starý Lískovec, smyčka    | 10,75        |
| 8                                                                          | Líšeň, Mifkova – Nemocnice Bohunice              | 13,67        |
| 9                                                                          | Lesná, Čertova rokle – Juliánov                  | 8,76         |
| 10                                                                         | Stránská skála-smyčka – Bystrc, Rakovecká        | 14,93        |
| 12                                                                         | Technologický park – Komárov                     | 8,21         |
| Z celkové délky linky č. 2 (11,65 km) vede 1,23 km na území města Modřice. |                                                  |              |

| Č.  | Trasa                                  | Délka (v km) | Poznámky                                                |
| --- | -------------------------------------- | ------------ | ------------------------------------------------------- |
| H4  | Mendlovo náměstí – Komenského náměstí  | 2,93         | nostalgická linka, v provozu v letní sezóně a v adventu |
| P1  | Malinovského náměstí – Bystrc, Ečerova | 12,89        | mimořádná posilová linka                                |
| P5  | Štefánikova čtvrť – Pisárky            | 6,62         | mimořádná posilová linka                                |
| P9  | Lesná, Čertova rokle – Bystrc, Ečerova | 14,57        | mimořádná posilová linka                                |
| P12 | Technologický park – Pisárky           | 8,14         | mimořádná posilová linka                                |

Posilové linky jsou nasazovány vesměs pro obsluhu Výstaviště při konání velkých akcí a Brněnské přehrady během přehlídky Ignis Brunensis.

## Vozový park
K 31. prosinci 2024 měl Dopravní podnik města Brna 294 tramvají určených pro osobní dopravu a dalších jedenáct historických a retro tramvají. Jako služební jsou používány dva vozy T3 (jeden T3M a jeden T3P), jako restaurační jeden vůz K2R-RT a jako kavárenský jeden vůz 4MT.
V běžném osobním provozu jsou následující typy tramvají:
| Snímek       | Typ          | Modifikace a podtypy  | Dodávky v letech (celkové dodávky) | Počet (k 25. 6. 2025) |
| ------------ | ------------ | --------------------- | ---------------------------------- | --------------------- |
|              | Tatra T3     | Tatra T3P             | 1968–1987 (1968–1987)              | 8                     |
| Tatra T3G    | Tatra T3     | 1985–1989 (1985–1989) | 14                                 |                       |
| Tatra T3R    | Tatra T3     | 1997 (1995–1997)      | 6                                  |                       |
| Tatra T3R.EV | Tatra T3     | 2002–2003 (2002–2003) | 4                                  |                       |
| Tatra T3R.PV | Tatra T3     | 2003–2006 (2003–2006) | 10                                 |                       |
|              | Tatra K2     | Tatra K2P             | 1973–1977 (1973–1983)              | 1                     |
|              | Tatra KT8D5  | Tatra KT8D5R.N2       | 1986–2003 (1986–2003)              | 22                    |
|              | Tatra T6A5   | Tatra T6A5            | 1996–2020 (1996–2020)              | 40                    |
|              | Tatra KT8D5N | Tatra KT8D5N          | 1998–1999 (1998–1999)              | 7                     |
|              | Škoda 03T    | Škoda 03T             | 2003–2006 (2003–2006)              | 13                    |
|              | Tatra K3R-N  | Tatra K3R-N           | 2004–2006 (2004–2006)              | 4                     |
|              | VarioLF      | VarioLFR.E            | 2006–2018 (2006–2018)              | 32                    |
|              | Škoda 13T    | Škoda 13T             | 2007–2016 (2007–2016)              | 49                    |
|              | VarioLF2     | VarioLF2R.E           | 2008–2018 (2008–2018)              | 32                    |
|              | EVO2         | EVO2                  | 2020–2024 (2020–2024)              | 35                    |
|              | Škoda 45T    | Škoda 45T             | 2022–2025 (2022–2025)              | 11                    |

### Historické tramvaje

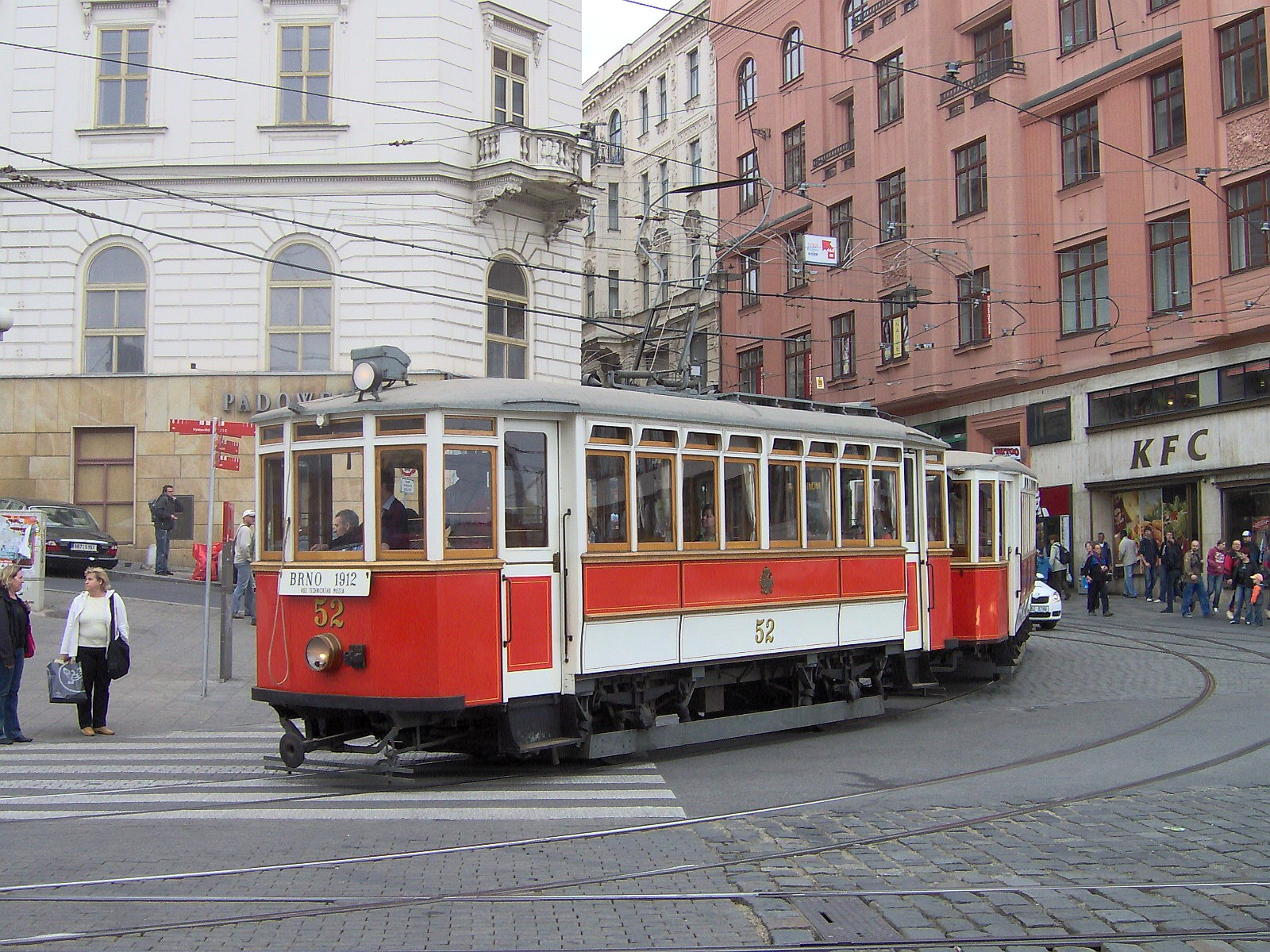
Souprava historických tramvají TMB (52+205)

Většina brněnských i mimobrněnských historických tramvají a dalších kolejových vozidel v Brně je majetkem Technického muzea v Brně. Umístěny jsou veřejně přístupném depozitáři v Líšni, který se nachází na nádraží někdejší místní dráhy Černovice – Líšeň. Muzejní trať (část bývalé místní dráhy v úseku Stránská skála – Líšeň), kde nejezdí pravidelná linka, je v havarijním stavu. Tramvaje jsou proto uvězněny ve dvou halách (Technické muzeum v roce 2005 nechalo pomocí speciálního nákladního automobilu převézt vůz koňky a soupravu parní tramvaje do medlánecké vozovny, aby mohly tyto vozy vyjíždět při různých slavnostech).
Dopravní podnik města Brna vlastnil do roku 2015 pouze dvě historické tramvaje, které byly umístěny ve vozovně Medlánky. Jednu další tramvaj, zapůjčenou TMB, využíval na nostalgické lince. V majetku DPMB se nacházel motorový vůz č. 107 z roku 1943 (výrobce Královopolská), vlečný vůz č. 215 z roku 1926 (výrobce Ringhoffer), navíc také kavárenská tramvaj č. 4058, původně typ 4MT z roku 1954 (vlastní výroba podle dokumentace z Královopolské). Od roku 2015 vytváří DPMB vlastní sbírku retro vozidel, které jsou upravovány do historického vzhledu, avšak jsou technicky vybaveny pro občasné vypravování i na běžné linky. Prvním z nich se stal vůz T3 č. 1525 z roku 1967, následovaný tramvají K2YU č. 1123 z roku 1983 a vozem T2 č. 1435 z roku 1959. V roce 2019 byla dokončena renovace soupravy tvořené motorovým vozem 4MT č. 134 z roku 1950 (výrobce Královopolská) a vlečným vozem č. 313 z roku 1950 (výrobce Královopolská). Vůz T3R č. 1615 z roku 1985 (modernizace 1995) byl rovněž roku 2019 upraven do retropodoby.
Tramvaje T3 č. 1525 a K2YU č. 1123 byly veřejnosti poprvé představeny 18. června 2016 na pravidelně pořádané Dopravní nostalgii v rámci festivalu Brno – město uprostřed Evropy. Od té doby jsou retrovozy vypravovány v letní sezóně na linku č. 10.
| Snímek | Typ                                 | Ev. č. | Rok výroby | Historický od | Galerie                                                  | Poznámky |
| ------ | ----------------------------------- | ------ | ---------- | ------------- | -------------------------------------------------------- | --- |
|        | vlečný vůz Ringhoffer série 211–230 | 215    | 1926       | 1969          | Kategorie „Tram trailer 215 (Brno)“ na Wikimedia Commons | V provozu do roku 1969, poté renovován. V letech 1971–1989 v majetku TMB, poté vrácen DPMB. Renovován v letech 2016–2017. |
|        | tramvaj KPS série 142–149, 151–152  | 107    | 1943       | 1989          | Kategorie „Tram 107 (Brno)“ na Wikimedia Commons         | Původně ev. č. 148, v provozu do roku 1972, poté, do roku 1989, služební vůz TMB. Navrácen DPMB, renovován v roce 2006. 2017–2018 kompletní oprava kontrolérů, 2019 výměna odporníků, 2020 kompletní oprava v ústředních dílnách DPMB (oprava motorů, podvozku a dřevěné skříně, nové obložení skříně). |
|        | 4MT2 výrobce Královopolská          | 134    | 1950       | 2019          | Kategorie „Tram 134 (Brno)“ na Wikimedia Commons         | Od roku 1974 služební vůz, v roce 1976 předán TMB na náhradní díly, 2017 zpět DPMB, 2017–2019 renovace. |
|        | vlečný vůz KPS série 297–326        | 313    | 1950       | 2019          | Kategorie „Tram trailer 313 (Brno)“ na Wikimedia Commons | Od roku 1974 služební vůz TMB (stavební vlak), 2014 zpět DPMB, 2017–2019 renovace. |
|        | 4MT4 výrobce Královopolská          | 145    | 1954       | 1994          | Kategorie „Tram 4058 (Brno)“ na Wikimedia Commons        | Od roku 1974 posunovací vůz v ústředních dílnách č. 4058, v roce 1995 rekonstruován na kavárenskou tramvaj. V letech 2020–2022 proběhla generální oprava, při níž byl exteriér navrácen do původního stavu a byl modernizován interiér, vůz zároveň získal původní číslo.                               |
|        | T2 výrobce Tatra Smíchov            | 1435   | 1959       | 2017          | Kategorie „Tram 1435 (Brno)“ na Wikimedia Commons        | Původně do roku 1969 č. 435. V provozu do roku 1990, poté služební č. 4121, odstaven 2009. Renovován v letech 2016–2017. |
|        | T3 výrobce ČKD Tatra Smíchov        | 1525   | 1967       | 2015          | Kategorie „Tram 1525 (Brno)“ na Wikimedia Commons        | V provozu do roku 2014, renovován v roce 2015. Od roku 2016 je ozdobený využíván pro provoz Vánoční tramvaje. |
|        | K2YU výrobce ČKD Tatra Smíchov      | 1123   | 1983       | 2016          | Kategorie „Tram 1123 (Brno)“ na Wikimedia Commons        | V provozu do roku 2016, renovován v roce 2016. |

## Infrastruktura

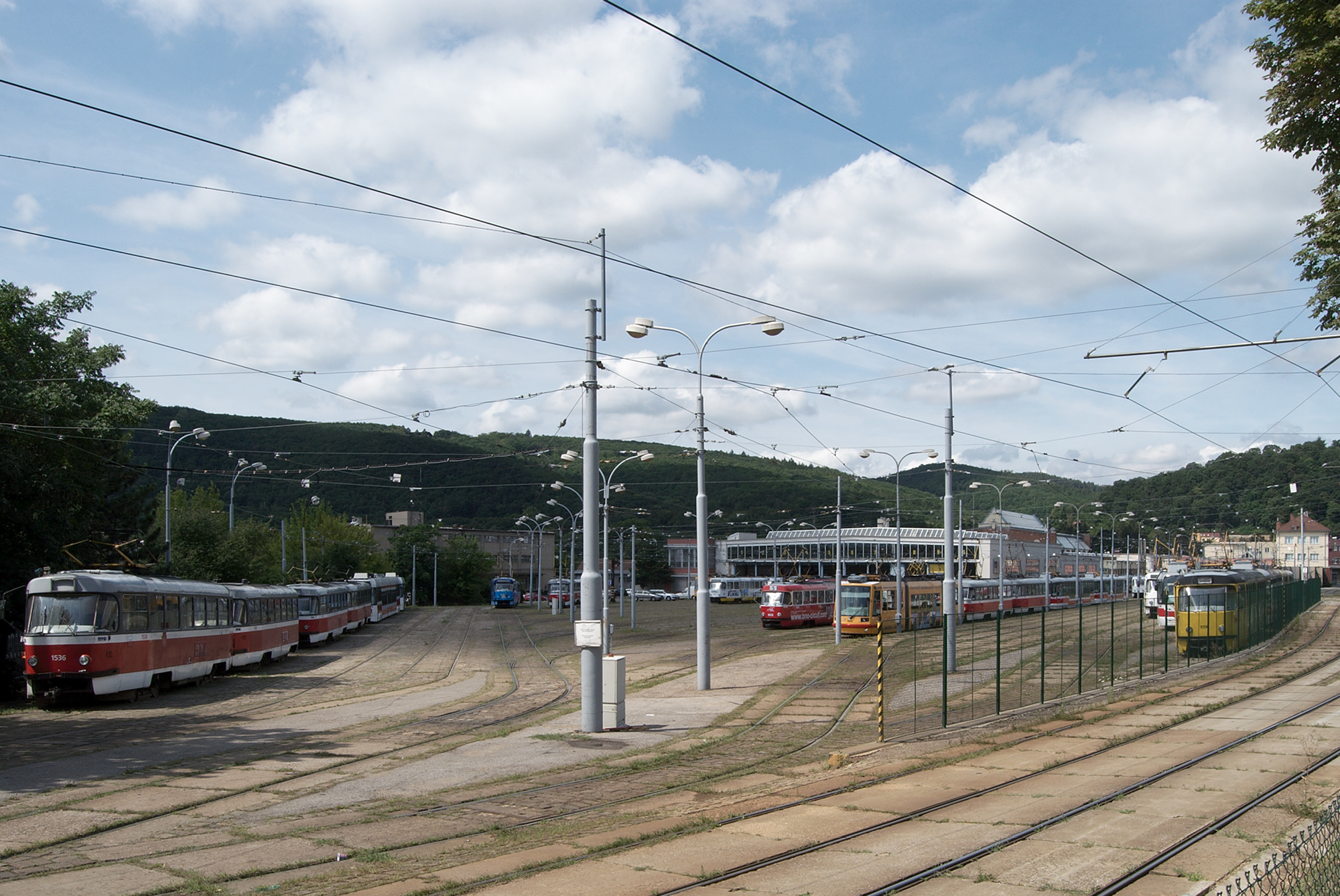
Vozovna Pisárky

### Vozovny
V Brně se nachází dvě tramvajové vozovny:
- vozovna Medlánky (od 1958; v areálu se nachází ústřední dílny dopravního podniku)
- vozovna Pisárky (od 1870)

Pro noční odstavování čtyř obousměrných tramvají KT8D5 je od roku 2014 využívána také podzemní zastávka Jírova v Líšni, která byla vybavena vjezdovými vraty.
V minulosti fungovaly i tři jiné tramvajové vozovny:
- vozovna v Marešově ulici (1869–1872)
- vozovna Královo Pole (původní: 1869–1874, nová: 1900–1953; nyní měnírna)
- vozovna Husovice (1929–1971; nyní trolejbusová vozovna)

### Napájení
Na konci roku 2019 provozoval dopravní podnik 30 měníren a sedm trafostanic. Všechny měnírny a trafostanice jsou dálkově ovládané z centrálního energetického dispečinku DPMB a napájí jak tramvajové, tak trolejbusové trolejové vedení.
Od zahájení elektrického provozu v roce 1900 činilo provozní napětí 550 V stejnosměrných, roku 1939 bylo zvýšeno na 600 V stejnosměrných. Záporný pól je v troleji (sběrači), kladný v kolejnicích. Touto změnou oproti jiným tramvajovým provozům (např. Praha nebo Liberec) se minimalizovaly účinky bludných (plazivých) proudů v okolí měníren, které by ničily kovové předměty (potrubí i samotné kolejnice) uložené v zemi. Další tramvajový provoz v Česku s touto polaritou je v Ostravě.
V letech 1900–1913 byla tramvajová doprava napájena z městské elektrárny na Radlase, roku 1913 začalo město odebírat elektřinu z elektrárny v Oslavanech.